# جوآن برگس
جوآن برگس (انگلیسی: Joanne Burgess؛ زادهٔ ۲۳ سپتامبر ۱۹۷۹) بازیکن فوتبال اهل استرالیا است.
از باشگاه‌هایی که در آن بازی کرده‌است می‌توان به بریزبن رور اشاره کرد.
وی همچنین در تیم ملی فوتبال زنان استرالیا بازی کرده‌است.